# Meister von St. Laurenz

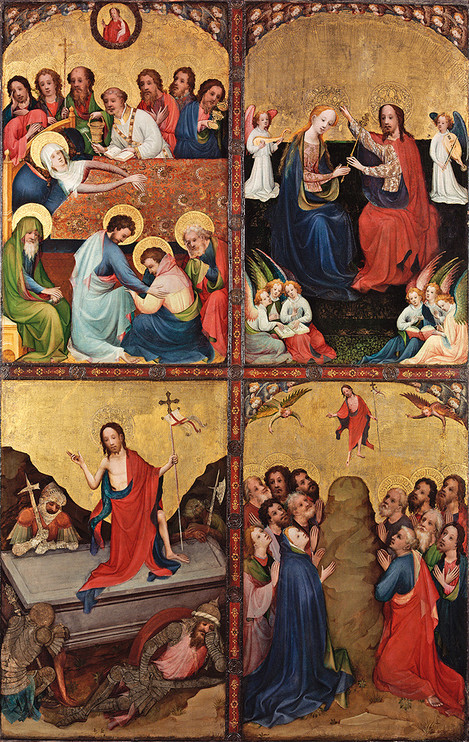
Retabelfragment aus St. Laurenz, um 1420, Wallraf-Richartz-Museum, Köln (WRM 737).

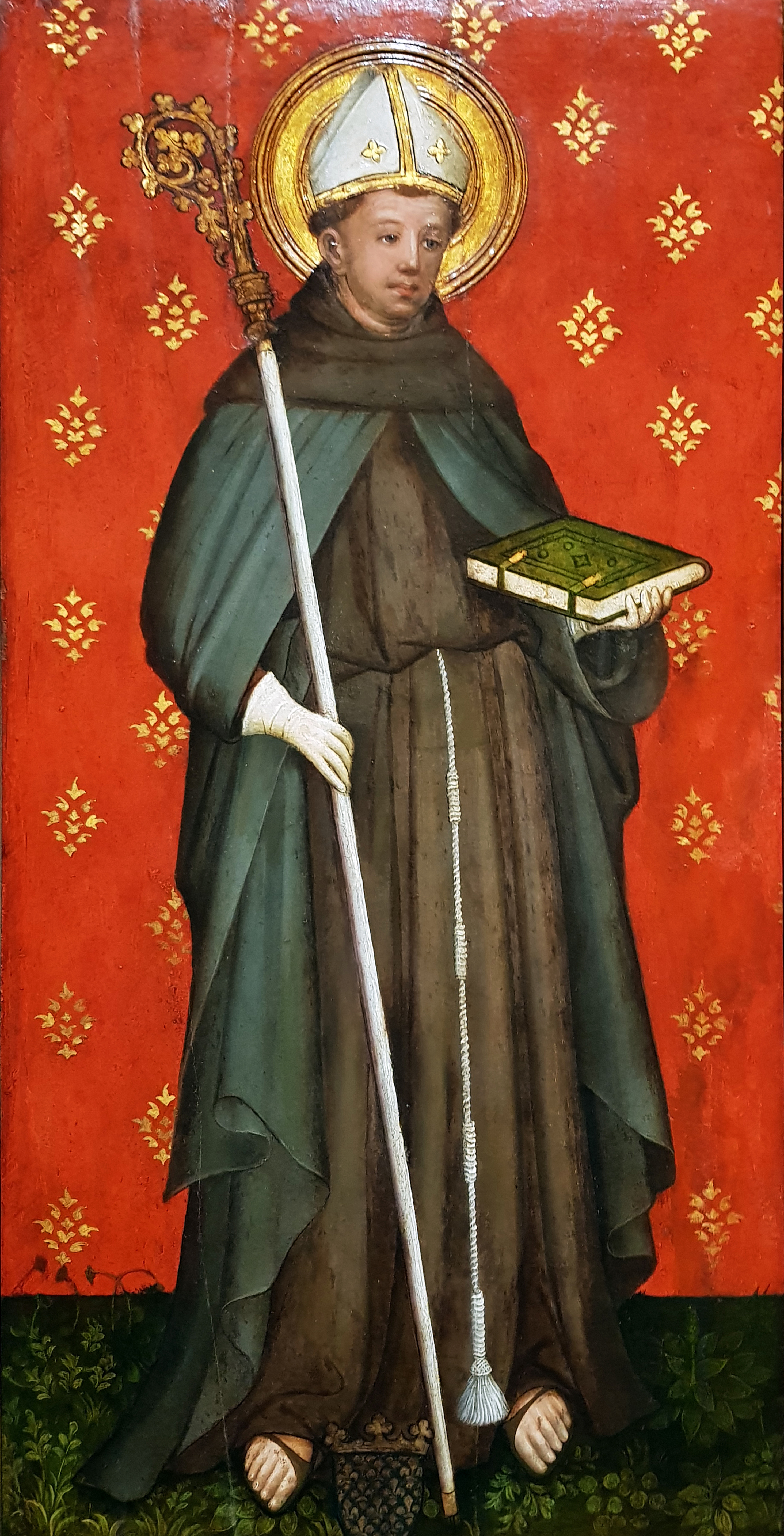
Der heilige Ludwig von Toulouse, Wallraf-Richartz-Museum, Köln.

Als Meister von St. Laurenz wird ein gotischer Maler bezeichnet, der in der Zeit von 1415 bis 1430 in Köln tätig war.

## Namensgebung
Der Künstler erhielt seinen Notnamen nach dem von ihm bemalten Retabel, das von einem Altar aus der Kölner Pfarrkirche St. Laurenz stammt. Es befindet sich heute unter der Inventarnummer 737 im Wallraf-Richartz Museum & Fondation Corboud in Köln.

## Stil
Der Meister von St. Laurenz war kurz vor Stefan Lochner in Köln tätig, in der „Blütezeit“ der sogenannten Kölner Malerschule. Seine elegante Art der Gestaltung und die typischen Farben mit ihren Gelb- und Rosamischungen scheinen typisch für seine Arbeiten zu sein.
Es wurde eine Ausbildung in der Werkstatt des Meisters der heiligen Veronika und eine Beteiligung des Laurenzmeisters an dessen späten Werken (z. B. der Tafel mit Kreuzigungsgruppe und sieben Aposteln, um 1415, WRM 14) diskutiert. So erinnern laut Frank Zehnder auch die Engelsgruppen auf dem namensgebenden Retabelfragment (WRM 737) an die Engel des Münchener Vera Icon-Bildes des vermuteten Lehrers (Alte Pinakothek München Inv. Nr. 11866). Den Tafeln WRM 14 und 737 steht darüber hinaus die Malerei des Hochaltarretabels aus St. Gereon (um 1420, Gemäldegalerie Staatliche Museen zu Berlin Inv. Nr. 1627 A) nahe. Die Trennung in Werkgruppen ist bis heute nicht abgeschlossen und maßgeblich von der Bewertung der Personalstile und der Datierung einzelner Tafeln abhängig. Zuletzt wurden auch kunsttechnologische Befunde angeführt, die die Verhältnisse des Laurenz- und Veronikameisters zueinander bestimmen: Demnach sind aufgrund des Malschichtenaufbaus und beispielsweise der Inkarnatsherstellung die Werke WRM 14, 19, 737 und das Münchener und Londoner Vera Ikon-Bild zu einer Gruppe unter der Autorschaft des Meisters von St. Laurenz zusammenzufassen.

## Zugeschriebene Werke (Auswahl)
- zwei Tafeln eines Passionsretabels, um 1400/20[9]
  - Christus am Ölberg (Eiche; 55,6 × 35,9 cm; Alte Pinakothek München Inv. Nr. L 1027)[10]
  - Kreuztragung (Eiche; 57,5 × 34,5 cm; Alte Pinakothek München Inv. Nr. L 1028)[11]
- Madonna mit Heiligen, um 1410 (Eiche; 36,4 × 26,7 cm; John G. Johnson Collection Philadelphia Inv. Nr. 742)[12][13]
- Außenseiten eines Retabelflügels oder Sakramentsschranktüren aus der Deutschordenskirche St. Katharina, um 1410[14][15]
  - Hl. Katharina von Alexandrien (Leinwand auf Tanne; 142 × 55 cm; Germanisches Nationalmuseum Nürnberg Inv. Nr. Gm2)[16]
  - Hl. Elisabeth mit Bettler (Leinwand auf Tanne; 142 × 55 cm; Germanisches Nationalmuseum Nürnberg Inv. Nr. Gm3)[17]
- Not Gottes, um 1415 (Eiche; 23,2 × 15,9 cm; WRM Dep. 363)[18]
  - Rückseite: Vera Icon
- Kreuzigungsgruppe mit Heiligen, um 1415 (Eiche; 178,1 × 246,4 cm; WRM 14)[3][4][19]
- Maria im Paradiesgarten, um 1420 (Eiche; 20,2–20,4 × 16,2 cm [Tafelgröße]; WRM Dep. 361)[20][21]
- Vera Icon, um 1420 (Nussbaum; 41,4 × 35,9 cm; WRM 19)[22][23][24]
- Retabelfragment: Tod und Krönung Mariae sowie Auferstehung und Himmelfahrt Christi, um 1420 (Eiche; 179 × 114,5 cm; WRM 737)[25][26]
  - Rückseite: Grablegung des hl. Laurentius (Leinwand auf Eiche; 123 × 115 cm; Germanisches Nationalmuseum Nürnberg Inv. Nr. Gm6)[27]
- Retabelflügel mit Aposteln, um 1420[28]
  - Thomas, Andreas, Matthäus, Simon Judas (Eiche; 57,2 × 69,2 cm; Germanisches Nationalmuseum Gm5)[29]
  - Jakobus und ein weiterer Apostel (58 × 37 cm; privat [1943 vom WRM abgegeben])
  - zwei Apostel (58 × 37 cm; privat [1943 vom WRM abgegeben])
- Fragmente eines Passionsretabels, um 1425/30[30][31]
  - Christus am Ölberg, Christus vor Pilatus, Geißelung, Dornenkrönung, Kreuztragung, Christus am Kreuz mit Stifter und Söhnen, Kreuzabnahme mit Stiftergattin und Töchtern, Christus in der Vorhölle, Auferstehung, Noli me tangere, Himmelfahrt (etwa 90 × 53–56 cm; WRM 20–31)
  - Stephanus, Laurentius, Ägidius, Eligius mit Stifter und Söhnen (89 × 173 cm; WRM 32)
  - Franziskus und Ludwig von Toulouse (89 × 80 cm)
  - Madonna und Johannes (89 × 80 cm)
- Maria mit dem Kinde und musizierende Engel (Pappel; 34 × 24,5 cm; Dommuseum Frankfurt am Main)[32]
- Der heilige Ludwig von Toulouse (WRM Dep. 827)

## Mitarbeit
- Triptychon mit der Wickenmadonna, um 1420 (Eiche [Flügel], Nussbaum [Mitteltafel]; 53,5 × 34 cm [Mitteltafel]; WRM 10)[33][34][35][36][37]
  - geschlossener Zustand: Dornenkrönung

## Werke aus dem Umkreis
- Verkündigungsengel (Gemäldesammlung Kunsthaus Heylshof Worms)